# Cipangocharax biexcisus
Cipangocharax biexcisus là một loài ốc nhiệt đới cỡ nhỏ đất liền với một nắp, là động vật chân bụng sống trên cạn mollusks thuộc họ Cyclophoridae.
This species is found throughout hải vực Ấn Độ Dương-Thái Bình Dương. it was originally named by Pilsbry as Alycaeus (Chamalycaeus) biexcisus.